# Геннинг, Максим Матвеевич
Максим (Магнус Леопольд) Матвеевич Геннинг (1774—1839) — контр-адмирал, командир Астраханского порта.

## Биография
Магнус Леопольд Геннинг родился в 1774 году.
10 июня 1794 года поступил в морские батальоны каптенармусом и в том же году был произведён в сержанты. Начиная с этого года, вплоть до 1799 года Геннинг ежегодно находился в плавании по Финскому заливу. 1 мая 1796 года он был произведён в мичманы.
В 1799—1800 годах Геннинг находился последовательно на корабле «Св. Иануарий» и фрегате «Венус» должности флаг-офицера при контр-адмирале Брейере; затем был в плавании у берегов Англии и в крейсерстве в Немецком море у острова Тексела, принимал участие в морских десантах в Голландии.
С 1801 по 1804 год плавал по Финскому заливу и Балтийскому морю и 31 декабря 1804 года был произведён в лейтенанты и оставлен при Кронштадтском порте, 18 октября 1806 года был прикомандирован к Морскому кадетскому корпусу на вакансию поручика; до этого же времени находился в Кронштадтском порте.
В 1807 году Геннинг на фрегате «Малый» плавал с гардемаринами между Санкт-Петербургом и островом Сескар, а в следующем году командовал бомбардирской плавучей батареей № 1 в устье Невы. В 1809 году он опять плавал с гардемаринами на кронштадтском рейде на корабле «Благодать» и 8 января следующего года был произведён в капитан-поручики. В это время он находился в крейсерстве в Финском заливе на фрегате «Амфитрида». Затем следующий год Геннинг провёл при Морском корпусе и 12 декабря был переименован в капитан-лейтенанты, с оставлением при корпусе, а в 1812 году опять находился в плавании, при перемещении Морского корпуса из Санкт-Петербурга в Свеаборг.
В 1813 году привёл 2-ю кадетскую роту берегом из Свеаборга в Санкт-Петербург, после чего, командуя корпусным фрегатом «Малый» и бригом «Симеон и Анна», плавал с гардемаринами между Санкт-Петербургом и Кронштадтом. В 1814 году он был назначен командиром 3-й кадетской роты в Морском корпусе, а начиная со следующего года и до 1817-го, командуя корпусными судами, вновь плавал с гардемаринами между Санкт-Петербургом и Стиреуденом.
14 марта 1816 года Геннинг был помещен на капитанскую вакансию. В 1818 году он опять плавал с гардемаринами между Санкт-Петербургом и Красной Горкой, продолжая командовать корпусными судами. В 1820 году, командуя фрегатами «Малый» и «Урания», снова плавал с гардемаринами у Красной Горки и был награждён орденом св. Владимира 4-й степени. Второй орден, св. Георгия IV класса, Геннинг получил 16 декабря 1821 года за беспорочную выслугу 25 лет в офицерских чинах (№ 3598 по кавалерскому списку Григоровича — Степанова).
30 августа 1824 года он был произведён в капитаны 2-го ранга, а 29 апреля 1826 года был перемещён в присутствующие корпусной канцелярии. В следующем году, 14 октября 1827 года Геннинг был награждён орденом св. Анны 2-й степени, и 8 декабря произведён в капитаны 1-го ранга, с оставлением при том же корпусе.
10 апреля 1832 года Геннинг получил чин генерал-майора и был назначен капитаном Ревельского порта, но через два года, по болезни, уволился от службы и оставался не у дел вплоть до 1836 года, когда, оправившись, вновь поступил на службу и получил назначение на должность командира Астраханского порта и Каспийской флотилии, с переименованием в контр-адмиралы. В это время Каспийская флотилия состояла из 14 боевых судов. В 1838 году он был награждён орденом Святого Владимира 3-й степени.
Максим Матвеевич Геннинг скончался в Астрахани 2 февраля 1839 года в городе Астрахани.
Геннинг, по отзыву бывшего его воспитанника по Морскому корпусу Н. А. Энгельгардта, «был человек желчный и очень суровый».